# Alberite de San Juan (kommunhuvudort)
Alberite de San Juan är en kommunhuvudort i Spanien.   Den ligger i provinsen Provincia de Zaragoza och regionen Aragonien, i den nordöstra delen av landet, 240 km nordost om huvudstaden Madrid. Alberite de San Juan ligger 379 meter över havet och antalet invånare är 103.
Terrängen runt Alberite de San Juan är platt åt sydost, men åt nordväst är den kuperad. Runt Alberite de San Juan är det glesbefolkat, med 11 invånare per kvadratkilometer. Närmaste större samhälle är Borja, 5,4 km väster om Alberite de San Juan. Trakten runt Alberite de San Juan består till största delen av jordbruksmark.